# Prudemanche
Prudemanche és un municipi francès, situat al departament de l'Eure i Loir i a la regió de Centre – Vall del Loira. L'any 2007 tenia 257 habitants.

## Demografia

### Població
El 2007 la població de fet de Prudemanche era de 257 persones. Hi havia 84 famílies, de les quals 9 eren unipersonals (9 homes vivint sols), 18 parelles sense fills, 48 parelles amb fills i 9 famílies monoparentals amb fills.
La població ha evolucionat segons el següent gràfic:
Habitants censats

### Habitatges
El 2007 hi havia 105 habitatges, 86 eren l'habitatge principal de la família i 20 eren segones residències. Tots els 105 habitatges eren cases. Dels 86 habitatges principals, 76 estaven ocupats pels seus propietaris, 8 estaven llogats i ocupats pels llogaters i 2 estaven cedits a títol gratuït; 1 tenia una cambra, 3 en tenien dues, 10 en tenien tres, 26 en tenien quatre i 45 en tenien cinc o més. 78 habitatges disposaven pel capbaix d'una plaça de pàrquing. A 31 habitatges hi havia un automòbil i a 51 n'hi havia dos o més.

### Piràmide de població
La piràmide de població per edats i sexe el 2009 era:
| Homes | Edats   | Dones |
| ----- | ------- | ----- |
| 0     | 95 o +  | 0     |
| 0     | 90 a 94 | 0     |
| 0     | 85 a 89 | 0     |
| 0     | 80 a 84 | 0     |
| 12    | 75 a 79 | 8     |
| 0     | 70 a 74 | 4     |
| 0     | 65 a 69 | 4     |
| 4     | 60 a 64 | 4     |
| 0     | 55 a 59 | 0     |
| 16    | 50 a 54 | 8     |
| 8     | 45 a 49 | 16    |
| 4     | 40 a 44 | 4     |
| 16    | 35 a 39 | 8     |
| 12    | 30 a 34 | 8     |
| 12    | 25 a 29 | 8     |
| 0     | 20 a 24 | 0     |
| 12    | 15 a 19 | 0     |
| 0     | 10 a 14 | 20    |
| 0     | 5 a 9   | 8     |
| 12    | 0 a 4   | 8     |

## Economia
El 2007 la població en edat de treballar era de 154 persones, 128 eren actives i 26 eren inactives. De les 128 persones actives 119 estaven ocupades (64 homes i 55 dones) i 9 estaven aturades (2 homes i 7 dones). De les 26 persones inactives 3 estaven jubilades, 14 estaven estudiant i 9 estaven classificades com a «altres inactius».

### Ingressos
El 2009 a Prudemanche hi havia 87 unitats fiscals que integraven 260,5 persones, la mediana anual d'ingressos fiscals per persona era de 20.645 €.

### Activitats econòmiques
Dels 5 establiments que hi havia el 2007, 1 era d'una empresa de construcció, 3 d'empreses de transport i 1 d'una empresa financera.
L'únic servei als particulars que hi havia el 2009 era una empresa de construcció.
L'any 2000 a Prudemanche hi havia 9 explotacions agrícoles que ocupaven un total de 1.755 hectàrees.

## Poblacions més properes
El següent diagrama mostra les poblacions més properes.